# 旋轉木馬

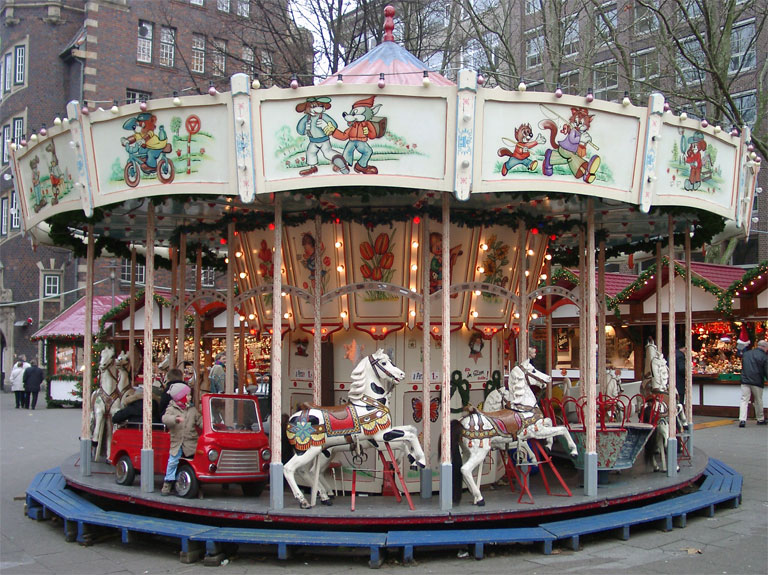
旋轉木馬

旋轉木馬或迴轉木馬是遊樂場機動遊戲的一種。在一個旋轉的平台上有座位供遊客乘坐，這些座位傳統上都會裝飾成木馬，並且會上下移動，也会装饰成汽车飞机或者其它卡通动物形象的座位，但这些座位通常不会移动。
最早有紀錄的的旋轉木馬，在拜占庭帝國時已經出現。第一個以蒸汽推動的旋轉木馬，約在1860年在歐洲出現。現在依然可以在各大小遊戲場，主題樂園等地方，見到各式旋轉木馬。
在收費的主題公園中，會有裝飾豪華典雅的旋轉木馬；在免費的休閒公園中也有旋轉木馬，它俗稱「呇呇轉」，由人力推動的。